# Lunar Topophotomap
La Lunar Topophotomap és una col·lecció de plànols topogràfics de la Lluna, confeccionats el 1974 per a la NASA per la Defense Mapping Agency (la DMA, una agència del Govern dels Estats Units que el 1972 va absorbir els principals organismes dedicats a editar els plànols de la Lluna en connexió amb el Programa Apollo: el Aeronautical Chart Information Center i l'U. S. Army Map Service).

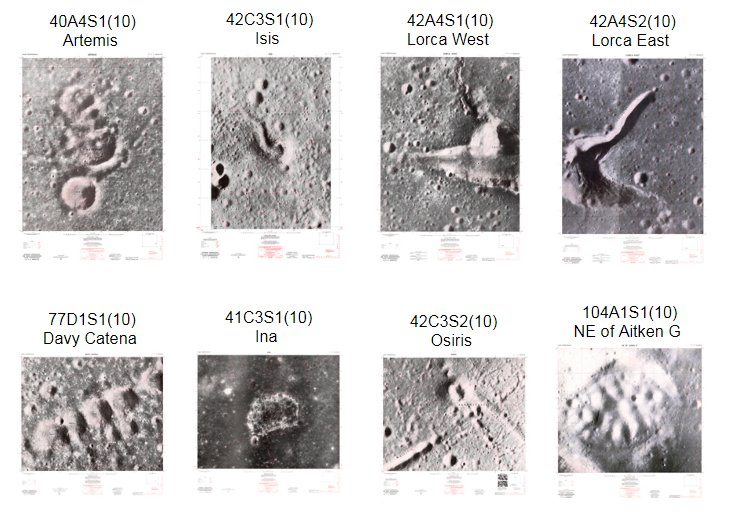
Col·lecció de les vuit fulles de la Lunar Topophotomap a escala 1/10.000

Els plànols desenvolupen la cartografia d'un conjunt de sectors concrets de la Lluna a diferents escales (1/10.000; 1/25.000 i 1/50.000), en la qual s'han superposat a fotografies de la superfície del satèl·lit una sèrie de corbes de nivell, mitjançant les quals es representa l'altimetria del relleu lunar. Aquest sistema de representació es correspon amb el seu nom en anglès, Topophotomap, que fa al·lusió precisament a un tipus de plànols topogràfics que utilitzen corbes de nivell superposades sobre fotografies.
Aquesta sèrie de plans ocupa un lloc notable en la història de la nomenclatura lunar, ja que nombroses denominacions d'elements del relleu del satèl·lit utilitzats originalment en aquesta col·lecció del plànols, van ser posteriorment adoptats oficialment per la Unió Astronòmica Internacional.
Actualment tota la col·lecció de plànols està digitalitzada, i es pot accedir a ella lliurement a la web de la Lunar and Planetary Institute (Enllaç a la pàgina de descàrrega).

## Història
La Lunar Topophotomap es va desenvolupar com una extensió de la Lunar Topographic Orthophotomap (LTO), un ambiciós projecte mitjançant el qual es va cartografiar en la dècada de 1970 la superfície de la Lluna a escala 1/250.000, d'acord amb la divisió de sectors establerta mitjançant la Lunar Astronautical Chart (LAC) pels serveis de cartografia espacial de les Forces Aèries dels Estats Units en la dècada de 1960, basant-se en els treballs de les diferents missions del programa Lunar Orbiter. Utilitzant les dades de precisió presos per la missió Apollo 15, es van representar amb major detall una sèrie de regions lunars d'especial interès topogràfic per la seva particular configuració. Tant la Lunar Topophotomap com el LTO van utilitzar denominacions pròpies per designar determinats elements del relleu lunar, denominacions que en alguns casos van ser posteriorment incorporades a la nomenclatura oficial de la Unió Astronòmica Internacional.

## Característiques
Aquests plànols lunars són una extensió de la sèrie LTO de gràfics lunars preparats per a la NASA pel DMA. Utilitzen essencialment el mateix format (corbes de nivell superposades sobre fotografies preses pel programa Apollo), cobrint algunes seccions petites d'especial interès dins de les fulles de la sèrie general de plànols a major escala. No sembla haver-hi un patró definit per nomenar-los, a part del nombre de la sèrie LTO seguit d'un sufix "S" i un nombre. També varien en grandària, escala i posició dins de la distribució de plànols del LTO.

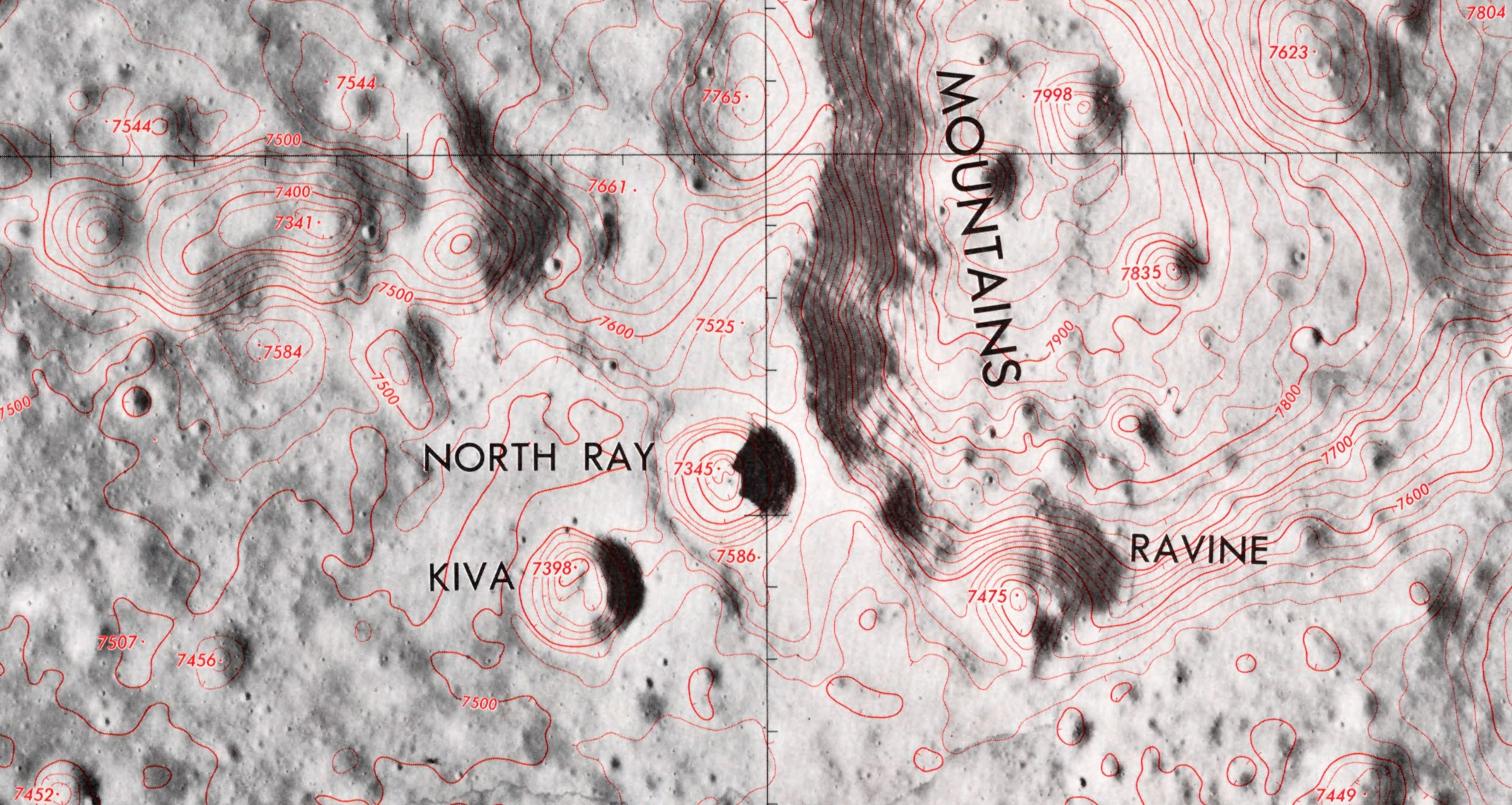
Detall d'un plànol del Topophotomap a escala 1/50.000

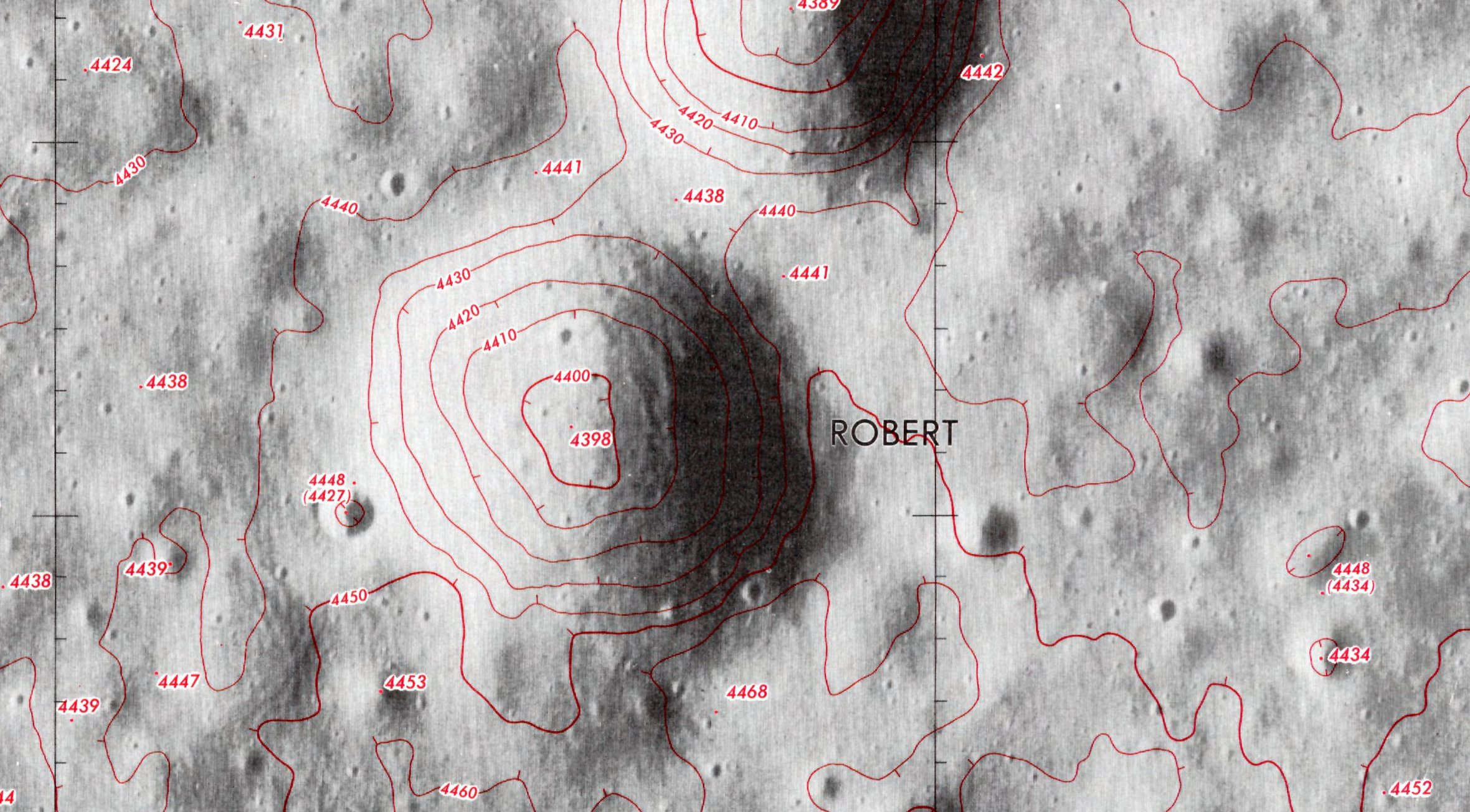
Detall d'un plànol del Topophotomap a escala 1/10.000

La col·lecció de plànols està formada per:
- Plànols a escala 1/10.000: 8 fulles, centrats a zones que presenten particularitats en el seu relleu de detall, com la Catena Davy o els petits cràters Isis, Osiris o Artemis.
- Plànols a escala 1/25.000: 3 fulles, centrats a la Rupes Boris i en els cràters Boris i Timòcares.
- Plànols a escala 1/50.000: 30 fulles, centrats en diversos elements notables del relleu lunar, com les zones d'allunatge de les missions Apollo 15, Apollo 16 i Apollo 17; o els cràters Lalandae o Van Biesbroeck.

Segons s'especifica a la llegenda dels propis plànols:
- Les elevacions dels plànols i de les corbes de nivell estan deduïdes a partir del centre de masses de la Lluna, des del qual s'estableix una cota zero amb un radi arbitrari d'1.730.000 m. Per exemple, a un punt amb un radi d'1.735.200 m li correspondria una cota de 5.200 m (deduïda de restar ambdues quantitats).
- Projecció Transversal Mercator. El Datum de la projecció va ser establert per triangulació fotogramètrica, basada en efemèrides de la missió Apollo 15 de 1971.

## Denominacions adoptades per la UAI
La UAI va adoptar oficialment nombroses designacions d'elements del relleu lunar utilitzades originalment en els plànols de la Lunar Topophotomap. Entre elles, poden destacar-se les relacionades amb els punts d'allunatge de les missions Apol·lo 15, 16 i 17:
- Missió Apol·lo 15:[2] Apennine Front, North Complex, South Cluster, Plain, Terrace, Bridge, Dune, Earthlight, Elbow, Index, Last, Supr i St. George,
- Missió Apol·lo 16:[3] Baby Ray, Cinco, End, Flag, Gator, Halfway, Kiva, North Ray, Palmetto, Plum, Ravine, Smoky Mountains, South Ray, Spook, Espot, Stone Mountain, Stubby, Trap i Wreck
- Missió Apol·lo 17:[4] Taurus-Littrow Valley, Bear Mountain, Family Mountain, Light Mantle, North Massif, Scarp, Sculptured Hills, South Massif, Truita Flat, Wessex Cleft, Brontë, Bowen-Apollo, Camelot, Cochise, Emory, Falcon, Hess-Apollo, Horatio, Lara, Mackin, Nansen-Apollo, Powell, Shakespeare, Sherlock, Shorty, Steno-Apollo, Trident, Van Serg i Victory.